# Chantal Schertz
Chantal Schertz, née le 18 juillet 1958, est une nageuse française.
Elle est membre de l'équipe de France aux Jeux olympiques d'été de 1972 où elle prend part au 100 mètres nage libre et au relais 4 × 100 mètres nage libre ; elle est éliminée dans les deux cas en séries. Elle fait aussi partie de l'équipe de France aux Jeux olympiques d'été de 1976, terminant sixième de la finale du relais 4 × 100 mètres nage libre.
Aux championnats d'Europe de natation 1974, elle est médaillée de bronze du 4 × 100 mètres nage libre. 
Elle a été championne de France de natation en bassin de 50 mètres sur 100 mètres papillon en hiver 1975 et sur 100 mètres nage libre en été 1977.
Pendant sa carrière, elle a évolué en club au Stade poitevin.